# Manifest der 343
Das Manifest der 343 (französisch: Manifeste des 343) ist eine am 5. April 1971 im linksliberalen französischen Wochenmagazin Le Nouvel Observateur erschienene und von der prominenten Feministin Simone de Beauvoir verfasste Petition, die zur Legalisierung von Schwangerschaftsabbrüchen in Frankreich aufrief. Auf der Titelseite des Magazins war zu lesen: „Die Liste der 343 französischen Frauen, die den Mut haben, das Manifest ‚Ich habe abgetrieben‘ zu unterschreiben“. Die Unterzeichnerinnen setzten sich damit der Strafverfolgung aus, mit möglichen Strafen bis hin zu Freiheitsstrafen.
Das Manifest ebnete den Weg für die knapp vier Jahre später erfolgte Verabschiedung des „Veil-Gesetzes“, das Abtreibung in Frankreich entkriminalisierte.

## Text

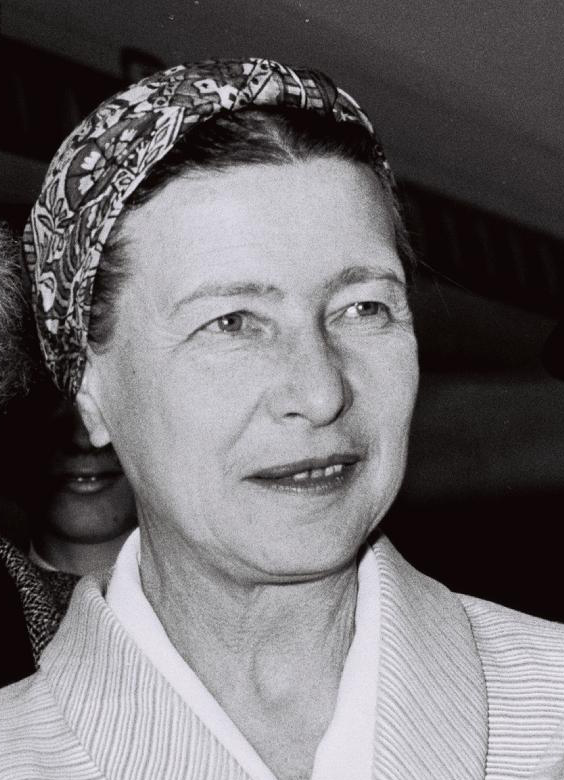
Simone de Beauvoir im Jahr 1967

Der von Simone de Beauvoir verfasste Text beginnt wie folgt (mit Übersetzung):

„Un million de femmes se font avorter chaque année en France.

Elles le font dans des conditions dangereuses en raison de la clandestinité à laquelle elles sont condamnées, alors que cette opération, pratiquée sous contrôle médical, est des plus simples.

On fait le silence sur ces millions de femmes.

Je déclare que je suis l'une d'elles. Je déclare avoir avorté.

De même que nous réclamons le libre accès aux moyens anticonceptionnels, nous réclamons l'avortement libre.“

„Eine Million Frauen lassen in Frankreich jährlich eine Abtreibung vornehmen. Sie tun das unter gefährlichen Bedingungen, da sie zur Heimlichkeit verurteilt sind, während dieser Eingriff bei Durchführung unter medizinischer Aufsicht zu den einfachsten gehört.
Diese Millionen Frauen werden zum Schweigen gebracht. Ich erkläre, dass ich eine von ihnen bin. Ich erkläre, dass ich abgetrieben habe. Genauso, wie wir den freien Zugang zu Verhütungsmitteln verlangen, fordern wir auch das Recht auf freie Abtreibung.“

Darauf folgen die 343 Unterschriften, insbesondere von Prominenten.
Simone Iff, die damalige Vizepräsidentin der französischen Bewegung für Familienplanung (der MFPF, „Mouvement français pour le Planning familial“, ist Mitglied der International Planned Parenthood Federation), mobilisierte aktiv auf persönlicher Ebene, um möglichst viele Unterschriften von Prominenten zu erhalten, auch wenn sie selbst nicht unterschrieb.

## Auswirkungen
In der Woche nach der Veröffentlichung des Manifests war auf der Titelseite der Satirezeitschrift Charlie Hebdo am 12. April 1971 eine Karikatur mit der Frage „Wer hat die 343 Schlampen des Abtreibungsmanifests geschwängert?“ (französisch: „Qui a engrossé les 343 salopes du manifeste sur l'avortement?“) zu sehen. Diese Karikatur gab dem Manifest den bekannten und oft für den Originaltitel gehaltenen Titel als „manifeste des 343 salopes“.
Das Manifest der 343 Frauen ist ein bemerkenswertes Beispiel für zivilen Ungehorsam in Frankreich. Keine der Unterzeichnerinnen wurde strafrechtlich verfolgt.
Das Manifest trug, ebenso wie der Prozess von Bobigny und der Gründung und Mobilisierung des Mouvement pour la liberté de l'avortement et de la contraception im Jahr 1973, zur Verabschiedung des am 17. Januar 1975 verkündeten Veil-Gesetzes bei, das den Schwangerschaftsabbruch innerhalb der ersten zehn Schwangerschaftswochen entkriminalisierte. Dies entspricht zwölf Wochen Amenorrhoe, eine Frist, die mit einer Gesetzesreform von 2001 auf 14 Wochen Amenorrhoe erhöht wurde.

## Reaktion in Deutschland
Als Reaktion auf das Manifest der 343 war auf der Titelseite des Stern am 6. Juni 1971 zu lesen: „Wir haben abgetrieben!“. Hierbei bekannten 374 Frauen öffentlich, ihre Schwangerschaft abgebrochen zu haben. Die Aktion wurde von Alice Schwarzer initiiert und unter anderem von Prominenten wie Romy Schneider, Senta Berger, Sabine Sinjen, Vera Tschechowa, Gisela Elsner und Veruschka von Lehndorff unterzeichnet.

## Liste ausgewählter Unterzeichnerinnen
Viele der unterzeichnenden Frauen waren nicht prominent. Es gibt eine Reihe von Persönlichkeiten der damaligen Zeit, die ebenfalls das Risiko eingingen, ihre Karriere und ihren Ruf zu verlieren (Gisèle Halimi, Simone de Beauvoir, Jeanne Moreau, Catherine Deneuve, Catherine Deudon, Agnès Varda, Annie Zelensky usw.). Einige Frauen wie Annie Ernaux erklärten später die Gründe, aus denen sie sich nicht öffentlich bekennen konnten. Sie trieb im Jahr 1964 ab. Zum Zeitpunkt des Manifests war sie mit einem leitenden Angestellten verheiratet; „öffentlich zu erklären, abgetrieben zu haben, hätte wie eine Bombe gewirkt“.
Catherine Arditi
- Françoise Arnoul
- Brigitte Auber
- Stéphane Audran
- Colette Audry
- Tina Aumont
- Hélène de Beauvoir
- Simone de Beauvoir
- Loleh Bellon
- Catherine Claude
- Iris Clert
- Geneviève Cluny
- Lise Deharme
- Christine Delphy
- Catherine Deneuve
- Dominique Desanti
- Marguerite Duras
- Françoise d'Eaubonne
- Arlette Elkaïm-Sartre
- Françoise Fabian
- Annie Fargue
- Brigitte Fontaine
- Antoinette Fouque
- Claude Génia
- Gisèle Halimi
- Catherine Joly
- Bernadette Lafont
- Monique Lange
- Danièle Lebrun
- Violette Leduc
- Marceline Loridan-Ivens
- Françoise Lugagne
- Judith Magre
- Geneviève Mnich
- Ariane Mnouchkine
- Jeanne Moreau
- Michèle Moretti
- Liane Mozère
- Lila De Nobili
- Bulle Ogier
- Marie Pillet
- Marie-France Pisier
- Micheline Presle
- Marthe Robert
- Christiane Rochefort
- Yvette Roudy
- Françoise Sagan
- Delphine Seyrig
- Alexandra Stewart
- Gaby Sylvia
- Nadine Trintignant
- Irène Tunc
- Agnès Varda
- Ursula Vian-Kübler
- Marina Vlady
- Anne Wiazemsky
- Monique Wittig
- Anne Zelensky